# Хорвати у Швеції
Хорвати у Швеції — уродженці Швеції з повним чи частковим хорватським корінням або особи хорватського походження, які народилися в інших країнах і проживають у Швеції.
Перше значне переселення хорватів у Швецію відбулося в 50-х роках ХХ століття, коли до Швеції емігрували політичні біженці з італійських та австрійських таборів переміщених осіб, а також економічні мігранти. Точна кількість переселенців невідома, оскільки частина з них гуртувалася в югославських емігрантських організаціях, а частина — в хорватських, які не перебували під наглядом югославської влади. Пізніше, у шістдесятих роках, коли Швеції не вистачало робочої сили, хорватів радо приймали як трудовий ресурс. Вони працювали у великих промислових компаніях, таких як Saab, Volvo, Scania, SKF, а також на менших промислових підприємствах, переважно на заході та півдні Швеції, де й проживає більшість хорватів. Точну кількість хорватів у Швеції важко оцінити, оскільки шведська влада у своїй статистиці до розпаду Югославії вважала всіх югославами, але, за оцінками, це число становить близько 26 000. Тільки в Мальме мешкає близько 5 000 хорватів головним чином у районі Русенгорд, велика хорватська громада проживає в Гетеборзі та менших містах навколо нього. Чимало осіб хорватського походження живе у столиці Стокгольмі.

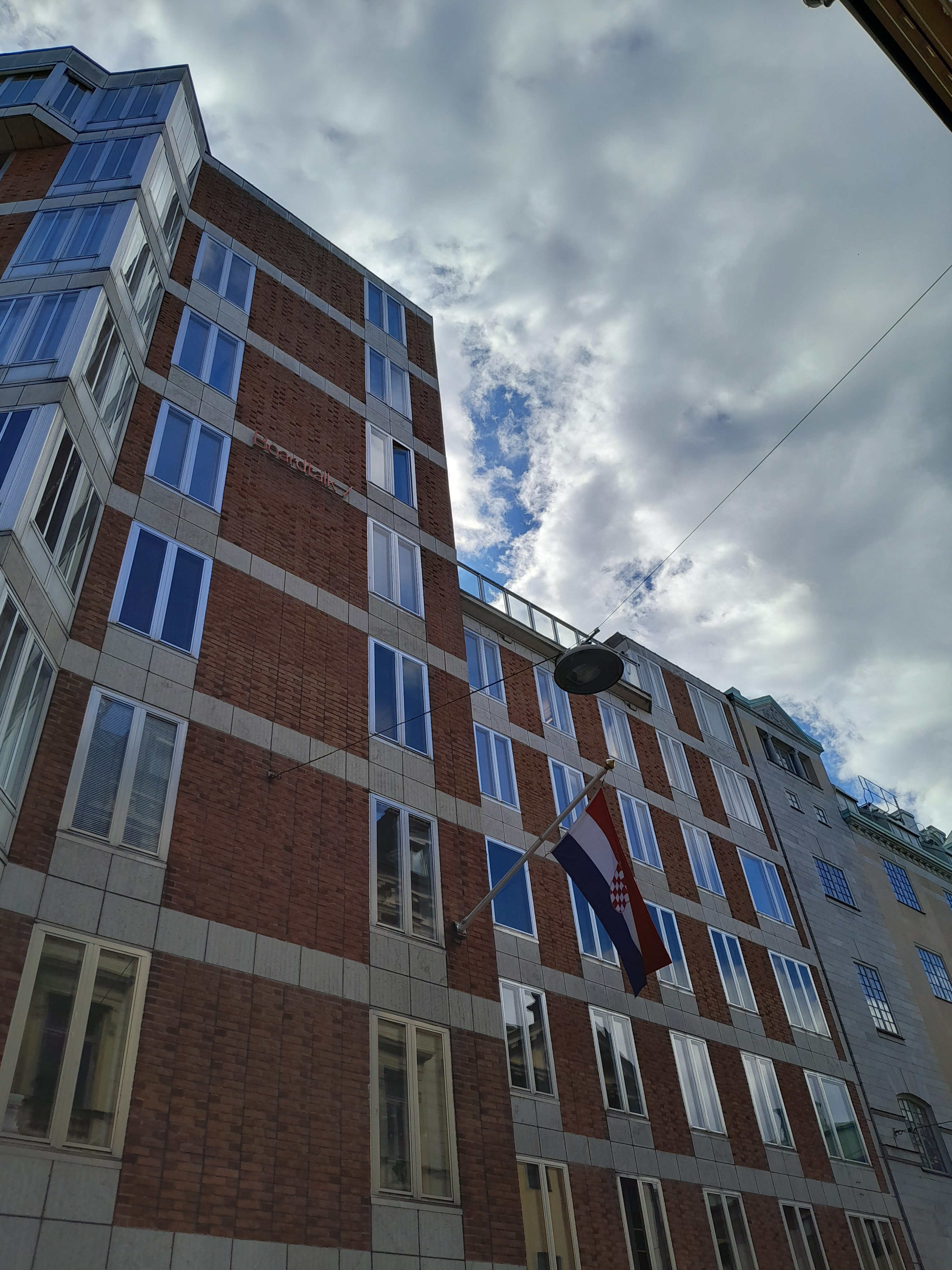
Будівля посольства Хорватії в Стокгольмі

Більшість хорватських емігрантів були вихідцями із сільської місцевості, здебільшого з початковою освітою, тому роботи, які вони виконували, були переважно низькокваліфікованими. Хорвати, що народилися у Швеції, здобувають освіту за шведським зразком, тому кількість хорватів, які вступають до шведських університетів, зростає. Як правило, хорватські емігранти, які сьогодні переїжджають до Швеції, є особами з вищою освітою.
Хорвати у Швеції традиційно добре організовані, вони об'єднані в більш ніж тридцять товариств, які входять до Хорватського союзу, існує розлога співпраця з іншими хорватськими об'єднаннями Скандинавії. Гуртує хорватів також діяльність хорватської католицької місії у Швеції. 
Хорвати здебільшого сповідують католицизм, але невелика меншість, яка живе у Швеції поколіннями, навернулася в євангелізм.
Найуспішнішим футбольним клубом шведських хорватів є NK Croatia Malmö, який грав 1988 року у 2-й шведській лізі, відзначений у 1989 році титулом «Найкращий іммігрантський клуб Європи» та чотири рази ставав переможцем Malmö Mästerskap (1988, 1989, 1991 та 2016).